# آزادی مذهب در الجزایر
آزادی مذهب در الجزایر (انگلیسی: Freedom of religion in Algeria) توسط قانون اساسی الجزایر تعریف شده‌است. قانون اساسی، اسلام را به عنوان دین رسمی اعلام می‌کند (ماده ۲)، اما همچنین اعلام می‌کند که «عقیده و آراء افراد محترم و غیرقابل تعرض است» (ماده ۳۶)؛ قانون اساسی تبعیض را ممنوع می‌کند، در ماده ۲۹ بیان شده‌است: «همه شهروندان در مقابل قانون برابر هستند. مواردی نظیر تولد، نژاد، جنس، عقاید یا هر گونه شرایط شخصی یا اجتماعی، نباید موجب تبعیض و برتری باشد.» در عمل، دولت به استثنای برخی موارد محدود، به‌طور کلی این موضوع را رعایت می‌کند. دولت در عمل این سیاست را در پیش می‌گیرد که در موارد محدود اجرای مراسم توسط غیر مسلمانان در پایتخت را که شرکت در آنها برای عموم آزاد است تحمل می‌کند. جمعیت کوچک مسیحی و بسیار کوچک یهودی اعمال دینی خود را بدون دخالت دولت بجا می‌آورند. قانون، ازدواج زنان مسلمان با مردان غیر مسلمان را به رسمیت نمی‌شناسد، ولی ازدواج مردان مسلمان با زنان غیرمسلمان را به رسمیت می‌شناسد. طبق قانون، دین کودکان دین پدرانشان می‌باشد، حتی اگر در خارج از کشور متولد شده و شهروند کشور (غیرمسلمان) محل تولدشان باشند.
آموزش اسلام در مدارس دولتی و خصوصی برای تمام کودکان الجزایری، بدون در نظر گرفتن مذهب آنها الزامی است.

## سیاست دولت در مورد مساجد
دولت الجزایر انتصاب امامان مساجد را انجام می‌دهد و خطوط کلی خطبه‌ها را به‌آنها می‌دهد. با این حال گزارش‌هایی هست مبنی بر اینکه اشخاصی که معتقدان مذهبی، امامان انتخاب شده را با افراد دیگری که دیدگاه‌شان با نقطه نظرات افراد مذهبی محلی همخوانی بیشتری دارد جایگزین کرده‌اند. دولت جهت کنترل جرایم امنیتی احتمالی بر فعالیت مساجد نظارت دارد، دولت استفاده از مساجد برای اجتماعات در خارج از ساعات نماز عادی را ممنوع کرده. دولت عنداللزوم، امامان را برای اقدام انضباطی به وزارت امور دینی فرا می‌خواند.
اصلاحیه‌های قانون جزا در سال ۲۰۰۱ برای هر کس، غیر از امام منصوب حکومت، در مسجدی موعظه کند، مجازات‌های قاطع، از جمله جریمه و زندان، مشخص کرده‌است.
وزارت امور دینی برای کاهش افراط‌گرایی مذهبی، با امامان برخی مناطق هماهنگی‌هایی انجام داد، این امر پس از گزارشهایی صورت گرفت مبنی بر این که اعضای سلفی خواستار تحریم نمازهای خاص شده بودند.
وزارت امور دینی برخی از کمک‌های مالی به مساجد را تأمین می‌کند و در طول دوره ای که این گزارش تهیه شده، دولت تلاش کرد تا از طریق یک مؤسسه آموزش دولتی کنترل خود را روی ائمه مساجد گسترش دهد.